# San Fernando (Cádiz)
San Fernando er en by og kommune i det sydlige Spanien i provinsen Cádiz. Den har et indbyggertal på 93.645 (2024) indbyggere.